# ディアドコイ戦争

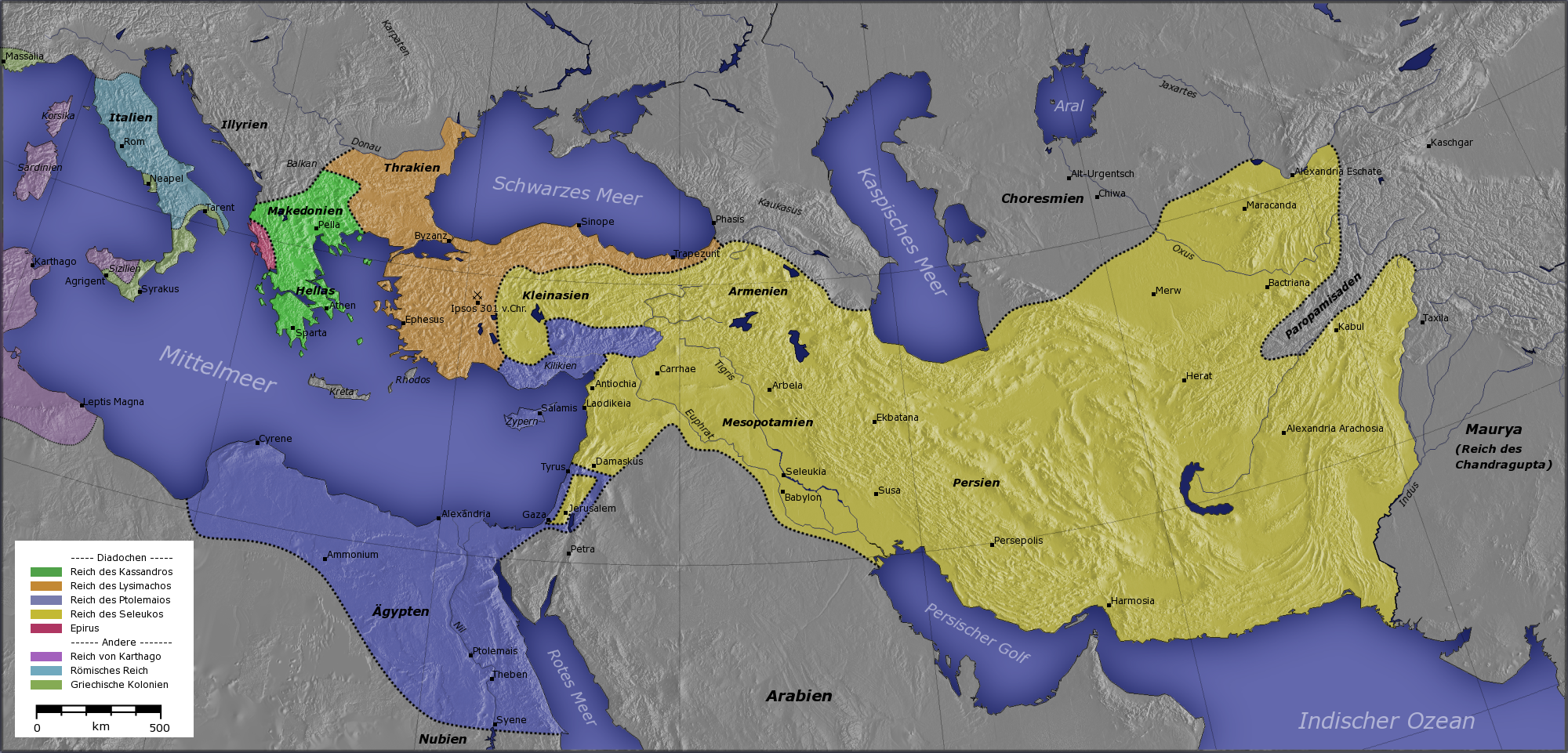
イプソスの戦いの後の紀元前301年
プトレマイオス1世
カッサンドロス
リュシマコス
セレウコス1世
エピロス
他
カルタゴ
共和政ローマ
諸ギリシア植民地

ディアドコイ戦争（ディアドコイせんそう）または後継者戦争（こうけいしゃせんそう）は、アレクサンドロス大王急逝後、その配下の将軍たちが大王の後継者（ディアドコイ）の座を巡って繰り広げた戦争のことである。アレクサンドロス大王死去直後の紀元前323年から、紀元前281年のコルペディオンの戦いの勝利によりセレウコス朝シリアが一時的に覇権を確立するまでの実に40年に及んだ。

## アレクサンドロス3世の死
紀元前323年6月、アレクサンドロス大王はついに後継者を明示することなくバビロンで死去した（熱病によって臨終の床にあった大王の後継者に関する遺言は「最強の者が帝国を継承せよ」というものであった。皮肉にもこの言葉はディアドコイ戦争の動機かつ最終目標となっていく)。後継者の候補としてはこのとき王妃ロクサネが身ごもっていた赤子と側妾バルシネが生んだ庶子ヘラクレスがいるのみであった。このためマケドニアの貴族、軍人たちは一斉に集って大王死後の国家体制を話し合うことに決し、会議をバビロンで開くこととした。会議の場では将軍ネアルコスがヘラクレスを推したものの賛同者は現れず、将軍メレアグロスが大王の異母兄弟アリダイオスを推し、大貴族ペルディッカスはロクサネの出産を待つべきだと主張した。エウメネスの仲裁もあってか彼らは妥協し、アリダイオスをフィリッポス3世として即位させるかわりにペルディッカスが後見人となり、ロクサネの子が男子であるならば彼を共同統治者とする、という決定がなされた。やがてロクサネが産んだ子は男子であったため、このアレクサンドロス4世とフィリッポス3世が共同統治者となった。そしてペルディッカスがアレクサンドロス4世の、また声望の高かった将軍クラテロスがフィリッポス3世の後見人にそれぞれ就任し、将軍らは領内各地に太守として封じられることとなった。二人の新王のうちフィリッポス3世は精神に障害があり、アレクサンドロス4世は未だ幼少であったためペルディッカスは事実上の最高権力者の座に就いたが、会議終了直後に反抗の兆しをみせたメレアグロスとその一派三百人を処刑するなど当初から権力基盤は磐石とは言い難い状態にあった。

### 紀元前323年におけるディアドコイの勢力配分

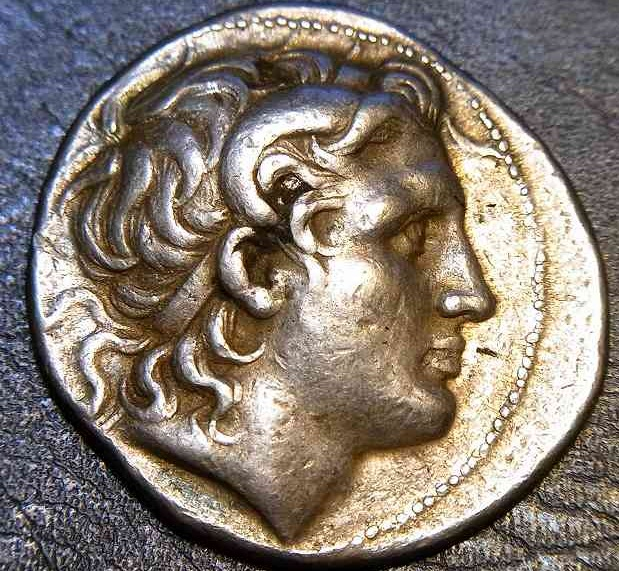
リュシマコスが発行した銀貨にみられるアレクサンドロスの肖像

史料によって多少の差異も生じているため、ここではディオドロス史料を中心にして、他史料については相違点のみを記載する。以下三点の史料に共通するものとして、インド・バクトラなどの遠方のアジア地域については、アレクサンドロス帝国時代の支配者（太守）が支配権を維持または継承することになっている（その他の太守の配置はバビロン会議を参照）。
シケリアのディオドロス の『歴史叢書』18巻の3節
- アサンドロス：カリア
- アンティゴノス：リュキア・パンフュリア・フリュギア
- アンティパトロス：マケドニア本国
- エウメネス：カッパドキア・パフラゴニア（小アジア北東部）
- フィロタス：キリキア
- プトレマイオス：エジプト
- ペイトン：メディア
- メナンドロス：リュディア
- ミュティレネのラオメドン：シリア
- リュシマコス：トラキアおよびその周辺
- レオンナトス：ヘレスポントス（小アジア北西部）

クイントス・クルティウス・ルフス の『アレクサンドロス大王伝』10巻の10章
ディオドロス史料と異なる部分
- カッサンドロス：カリア

ユニアヌス・ユスティヌス抄録のポンペイウス・トログス著『ピリッポス史』13巻の4節
ディオドロス史料には無い部分
- コイノス：スシアナ（Susiana）

ディオドロス史料と異なる部分
- ネアルコス：リュキア・パンフュリア
- カッサンドロス：カリア
- レオンナトス：フリュギア

## ラミア戦争
紀元前322年、ギリシアでは、大王の死を契機にアテナイなどで反マケドニアを掲げる反乱が発生し、これを鎮圧すべく出動したアンティパトロスが敗北するという出来事が生じていた。敗れたアンティパトロスはテッサリア地方のラミアに篭城したが、レオンナトスが救援に小アジアから渡海、自らは戦死するもラミアの解囲に成功した。アンティパトロスは小アジアにいたクラテロスにも救援を求め、これに応じたクラテロスは途中アテネの艦隊を撃破し、さらに紀元前322年のクランノンの戦いでアンティパトロスと共にギリシア軍を破った。この後アンティパトロスはアテネに入城し、反マケドニア派を粛清・追放した。なおこの戦役は、アンティパトロスが篭城した地名から「ラミア戦争」と呼ばれている。

### 小アジアでのエウメネスの活動
同時期、エウメネスが太守に任じられたカッパドキアとパフラゴニアはその時まだマケドニアの勢力下になかったために、彼は隣接する小アジア中部の太守であるアンティゴノスとレオンナトスに協力を求めたが、アンティゴノスからは拒絶され、レオンナトスからもラミア戦争への出兵を理由に断られてしまう。やむなくエウメネスはペルディッカスから援軍を得て遠征を成功させた。

## 第一次ディアドコイ戦争（紀元前322年-紀元前320年）
権力の安定を求めていたペルディッカスは、当初アンティパトロスとの連携を狙いその娘ニカイアとの婚約を取り付けていたが、それを知ったアレクサンドロス大王の母オリュンピアスが彼に自分の娘、すなわち大王の妹クレオパトラとの結婚を勧めてきた。これに魅せられたペルディッカスはひとまずニカイアと結婚するが、即座に離婚してクレオパトラと結婚することを計画した。このことを知ったアンティパトロスは激怒し、またペルディッカスの権力が強化されることに脅威を感じ始め、僚将のクラテロスやプトレマイオスと共に、ペルディッカスとの対決姿勢を明確に現し始めた。
紀元前321年、ペルディッカスはアンティパトロス派のうちプトレマイオスの打倒を目指し、両王を奉じてエジプトに遠征を開始した。一方で小アジア遠征に協力して以降友好関係にあったエウメネスには警戒を呼びかけた。対するアンティパトロスは軍勢を二分し自身の軍はエジプトへ赴き、クラテロスの軍勢は小アジアへ送ってエウメネスを攻撃させた。エジプトへ進撃したペルディッカスだったが、ナイル川で足止めされた結果麾下の軍勢から一斉に不満が噴出し、将軍セレウコスらによって暗殺されてしまう。皮肉なことにこの二日後、小アジアではエウメネスがクラテロスに勝利することになる。
最高権力者ペルディッカスが死んだため、今後のマケドニアの体制を決定するための会議がシリアの都市トリパラディソスで再度開かれた。会議ではアンティパトロス主導のもとで地位と太守領の再編が行われ、同時にエウメネスを始めとするペルディッカス派はマケドニア王国の敵として討伐が決定され、その任には軍の最高司令官に任命されたアンティゴノスがあたった。

## 第二次ディアドコイ戦争（紀元前319年-紀元前315年）

### アンティゴノスとエウメネスの戦い
アンティゴノスはエウメネスをオルキュニアの戦いで破った後ノラに包囲し、次いで紀元前319年のクレトポリスの戦いでペルディッカスの弟アルケタスを破って自殺に追い込んだ。しかし直後にアンティパトロスが病没したことで事態は一変する。アンティパトロスは息子のカッサンドロスがいまだ若年であるという理由から、マケドニア王の後見人役をクラテロスの副官だったポリュペルコンに譲ったが、これに不満をもつカッサンドロスがアンティゴノスらと共にポリュペルコンと相対する姿勢を見せた。劣勢に立たされたポリュペルコンはその打開のためにエウメネスを支援し、包囲を抜け出したエウメネスはメソポタミア地方で軍を再編し、紀元前317年のパラエタケネの戦いにてアンティゴノスとの決戦に及んだが双方引き分けに終わった。翌紀元前316年のガビエネの戦いでエウメネスは敗れたが、敗北自体はそう致命的ではなかった。しかし、味方の裏切りによって彼はアンティゴノスに引き渡され、処刑された（あるいはアンティゴノスはかつての友であり、優れた将才を見せたエウメネスを殺すに忍びないとして餓死させようとしたが、部下が喉をかき切って殺したとも）。エウメネスに勝利したことで彼の遺領や配下の太守たちを配下に加えたアンティゴノスは小アジアから東方にかけての広大な地域を制圧し、さらに裏切りの兆候を示したメディア太守ペイトンを素早く滅ぼし、名声・実力ともディアドコイの中で突出した存在になっていった。

### マケドニア王家の凋落
大王の家族は、ペルディッカスの死後アンティパトロスによってマケドニア本国に戻されていた。そのアンティパトロスの死後ポリュペルコンとカッサンドロスが対立したことは前述の通りだが、紀元前317年にポリュペルコンがペロポネソス半島へと遠征した留守にフィリッポス3世の妻エウリュディケ2世がクーデタを起こしカッサンドロスと結んだ。これに対してポリュペルコンに同行していたオリュンピアスがマケドニアに戻り、クーデタを鎮めフィリッポス3世とエウリュディケ、及びその與党を粛清した。しかしポリュペルコン派を破ったカッサンドロスがペロポネソスから戻るとオリュンピアスは孤立し、翌紀元前316年にカッサンドロスに降伏、処刑された。これによって大王の子アレクサンドロス4世はその母ロクサネと共にカッサンドロスの保護下に入ることになった。

## 第三次ディアドコイ戦争（紀元前314年-紀元前311年）

### アンティゴノスの台頭
小アジアからシリア・メソポタミア北部にかけてを支配したアンティゴノスだったが、その勢力があまりに強大であったために他のディアドコイとの対立が激化した。紀元前315年、バビロンのセレウコスがアンティゴノスを恐れてエジプトに逃れたことから事態は表面化し、アンティゴノスはギリシアに渡るための船を得るためにシリアに進攻した。これによりプトレマイオスとの戦端が開かれ、翌年にはカッサンドロスの支配するギリシアに上陸しエーゲ海の諸島とペロポネソス半島の大半を制した。一方プトレマイオスはシリアに進攻、ガザでアンティゴノスの息子デメトリオスの軍を破った（ガザの戦い）。この報を受けてアンティゴノスはギリシアからシリアに移動しプトレマイオスと対峙した。

### バビロニア戦争（紀元前311年-紀元前309年）
プトレマイオスの支援を受けたセレウコスがバビロンに復帰したため、アンティゴノスはセレウコス以外のディアドコイと講和しセレウコスを攻撃した（バビロニア戦争）。しかし、セレウコスはアンティゴノス側のニカノルをティグリス河畔で奇襲し大勝するなど、アンティゴノスのバビロン攻撃を頓挫させた。

### マケドニア王家の断絶
マケドニア王家を掌握したカッサンドロスは大王の妹テッサロニケと結婚していたが、紀元前310年にロクサネとアレクサンドロス4世を暗殺した。いずれもマケドニア王位を狙っていたためと言われている。また零落していたポリュペルコンがアンティゴノスの支援を受けて大王の庶子ヘラクレスと共にマケドニア入りを目指していたが、カッサンドロスはポリュペルコンに賄賂を贈りつつ説き伏せ、ヘラクレスとその母を殺させた。これによって大王直系の有力後継者が死亡しただけでなく、王位継承権を持つのはカッサンドロスのみという状況になった。

## 第四次ディアドコイ戦争（紀元前308年-紀元前301年）

### アンティゴノスの滅亡
アンティゴノスがセレウコスと対峙する間にプトレマイオスはキプロス島からキリキア（小アジア南部）、さらにはギリシアへと進出した。プトレマイオスの勢力の伸張に対してアンティゴノスはデメトリオスをギリシアに送り込み、その軍は紀元前306年にサラミス海戦（キプロス沖、ペルシア戦争中のものとは場所が異なる）でプトレマイオスを破った。この敗戦でプトレマイオスはエジプトに撤退した。勝報を受けたアンティゴノスは自身をマケドニア王であると宣言し、またデメトリオスを共同統治者とした。さらにアンティゴノスはエジプトを攻撃したがこれは失敗し、プトレマイオスは翌年王位に就くことを宣言した。カッサンドロス、セレウコス、リュシマコスもそれに倣って王を称した。
その後ロードス包囲戦の後デメトリオスがギリシアでカッサンドロスに対して優勢に戦いを進め、紀元前302年にはアンティゴノスは自身を盟主とするヘラス同盟をギリシアで結成した。追い詰められたカッサンドロスは講和を求めたが、無条件降伏を求められたためにプトレマイオスやトラキアのリュシマコス、さらにセレウコスらに対アンティゴノスの戦いを呼びかけた。紀元前301年、アンティゴノスとデメトリオスはフリュギアのイプソスでセレウコスとリュシマコスの連合軍と対戦したが、この戦いでアンティゴノスは戦死し、デメトリオスも敗走するなど大敗を喫した（イプソスの戦い）。
これによってアンティゴノスの王国は勝者たちによって分割され、シリア、バビロニア、イラン高原、小アジア東部を支配するセレウコス朝、キプロス、エジプトを支配するプトレマイオス朝、マケドニア本国を支配するアンティパトロス朝（en）、トラキアと小アジア西部を支配するリュシマコス朝（en）が成立した。セレウコスやプトレマイオスの王朝に比してマケドニアのカッサンドロスの王朝は長続きせず、カッサンドロスの死後の王位継承争いに乗じてマケドニアに返り咲いたデメトリオスが王位を奪い、さらにデメトリオスがリュシマコスと新たにディアドコイ戦争に参戦する形となったエピロス王ピュロスに追放されるなど混乱が続くことになる（最終的にデメトリオスの息子アンティゴノス2世によるアンティゴノス朝が紀元前276年にマケドニアに支配権を確立した）。

## その後の戦い
ディアドコイ戦争最後の戦いは紀元前281年のコルペディオンの戦いである。この戦いでセレウコスはリュシマコスを敗死させ、プトレマイオス朝の支配するエジプトを除くアレクサンドロス帝国の大部分を勢力下に置くまでとなった。しかし、この戦いからすぐにセレウコスはプトレマイオスの子ケラウノスに暗殺された。これにより、ディアドコイの第一世代は死に絶え、戦争は一つの区切りを迎えたと言える。とはいえ、諸国の戦いが全く終わったといえばそうではなく、マケドニアでピュロスとアンティゴノス2世がマケドニア王位をかけて戦ったり、プトレマイオス朝とセレウコス朝が南部シリアを奪い合ったり、紀元前261年にクレモニデス戦争でアンティゴノス朝とプトレマイオス朝が戦ったようにディアドコイの子孫たちはローマに吸収されるまで戦争を続けた。

## 関連作品
ボードゲーム
- 『アレクサンドロスの遺産』、越田一郎、アドテクノス/朝日出版社、1983年

### 一次史料
一次史料として叙述の十八の断片が現存しているカルディアのヒエロニュモスに書かれた『後継者史』（田中穂積　「ヘレニズム概念と古代の歴史家(二) : カルディアのヒエローニュモス」 『人文論究』　Vol.44, No.4 1995年）や、バビロニアで発掘されたアッカド語楔形文字タブレットに書かれた『ディアドコイ年代記』（損傷が激しく断片的な内容）（田中穂積　「バビロニアとヘレニズム（二）: 　「ディアドコイ年代記」」 『人文論究』　Vol.47, No.4 1998年）が残存している。

### 二次史料
- アリアノス、『アレクサンドロス没後史』（現在は断片と抜粋として残るのみ）（未邦訳）
- コルネリウス・ネポス、『英雄伝』の「エウメネス伝」「ポキオン伝」「諸王について」国文社、1995
- ディオドロス、『THE LIBRARY OF HISTORY』第18巻～第20巻（『歴史叢書（英語版）』）（未邦訳）
- プルタルコス、『対比列伝』の「デメトリオス伝」「エウメネス伝」「ピュロス伝」「フォキオン伝」
- ポリュアイノス著、『戦術論』第4巻（ディアドコイ時代の戦術）国文社、1999
- クルティウス・ルフス（英語版）著、『アレクサンドロス大王伝』第10巻 京都大学学術出版会、2003
- ユニアヌス・ユスティヌス抄録、ポンペイウス・トログス著、『地中海世界史』第13巻～第17巻、京都大学学術出版会、1998

### 日本語文献
- 『歴史群像 No.68アレクサンドロスを継ぐ者は誰か』 学研、2006年
- 市川 定春 『古代ギリシア人の戦争―会戦事典800BC‐200BC』､新紀元社､2003年､ISBN-978-4775301135
- 森谷公俊 『王妃オリュンピアス ―　アレクサンドロス大王の母』　ちくま新書、1998年